# Tarsale klauw

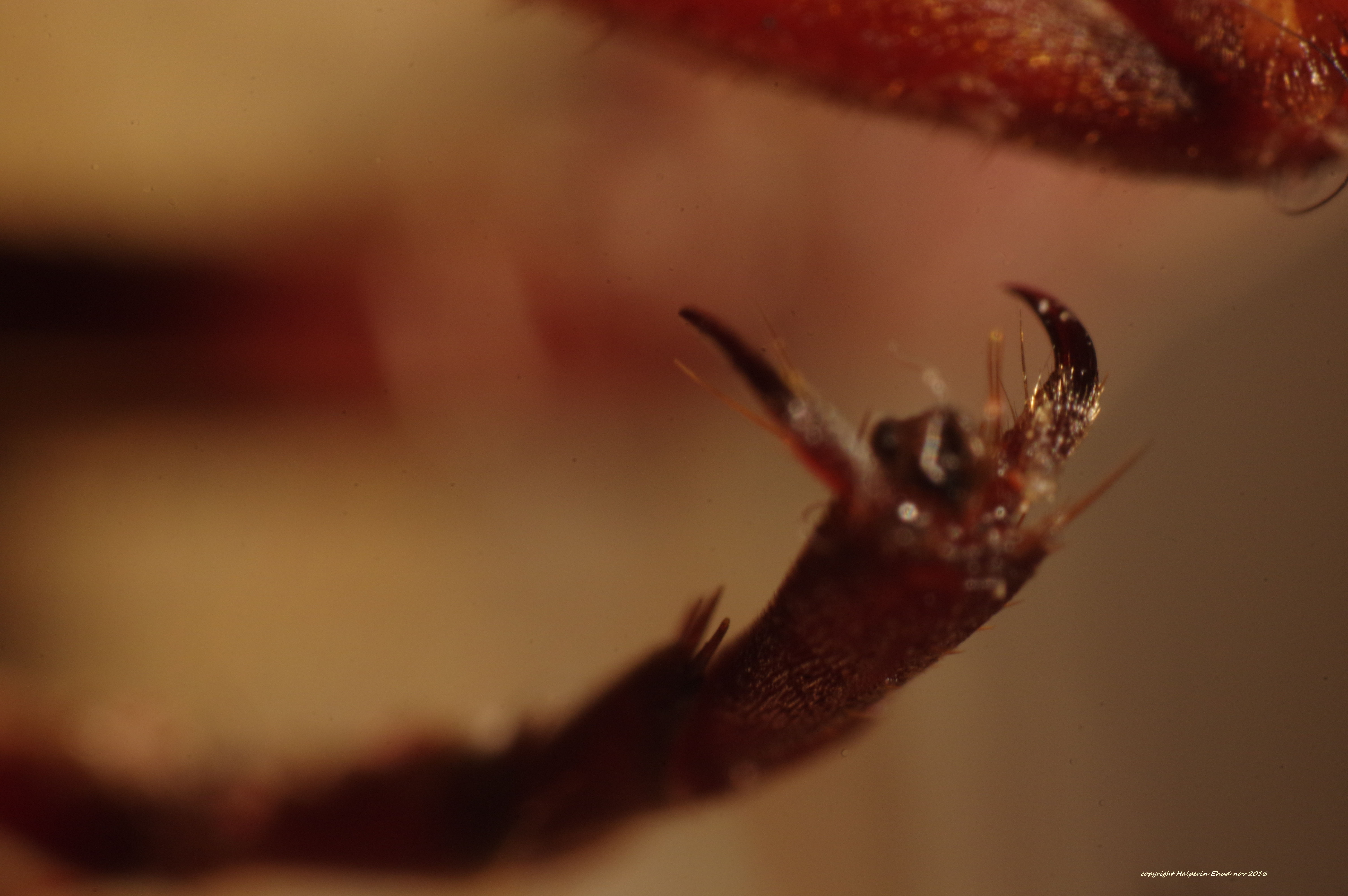
tarsale klauwen van een wesp

De tarsale klauw is een vaak gekromde structuur aan het uiteinde van de voet (tarsus) van een insect. De tarsale klauwen zijn bij veel insecten het belangrijkste hechtorgaan. Soms hebben de poten nog andere hechtorganen, die vaak gelegen zijn aan de verschillende leden van de tarsus; de tarsomeren. Sommige insecten hebben een dubbele klauw aan het uiteinde van de poten en zijn daaraan te herkennen. 